# Ngọc Lũ
Ngọc Lũ, tên Nôm là làng Chủ, là một xã thuộc huyện Bình Lục, tỉnh Hà Nam, Việt Nam.
Xã Ngọc Lũ có diện tích 5,61 km², dân số năm 1999 là 7798 người, mật độ dân số đạt 1390 người/km².
Địa danh Ngọc Lũ được biết đến qua cỗ trống đồng tìm thấy ở ven sông xã Như Trác, huyện Nam Xang năm 1893-1894, nhưng được đem về cúng vào đình làng Ngọc Lũ. Trống này nay gọi là trống đồng Ngọc Lũ được trưng bày ở Viện Bảo tàng Lịch sử Việt Nam, Hà Nội, và được coi là bảo vật số một của Việt Nam.